# Багатомовність
Багатомовність — використання двох або більше мов. У населенні світу багатомовні переважають над одномовними. Такі явища, як-от глобалізація і соціальна відкритість, сприяють поширенню багатомовності. Завдяки тому, що Інтернет багато в чому полегшив доступ до інформації, люди все частіше стикаються з іноземними мовами навіть без прямого контакту з їх носіями.
Люди, які активно володіють кількома мовами одночасно, називаються поліглотами.
Люди, які активно володіють двома (білінгви) або більше мовами, як вважається, мають розвиненіші виконавчі функції і краще проявляють себе в низці аспектів вивчення мови в порівнянні з монолінгвами. Мозок мультілінгва зазвичай більш «спритний», володіє більш швидкої і точною реакцією і здатний краще діяти в ситуаціях неоднозначності, вирішувати конфлікти, чинити опір хвороби Альцгеймера та іншим формам деменції.

## Галерея

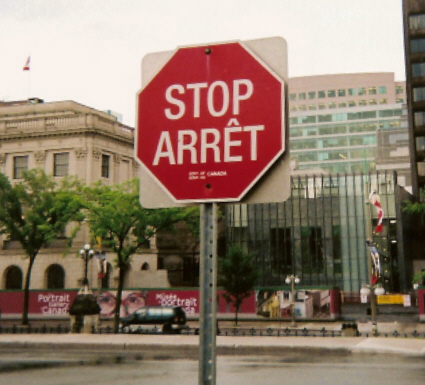
Двомовний напис у Квебеку
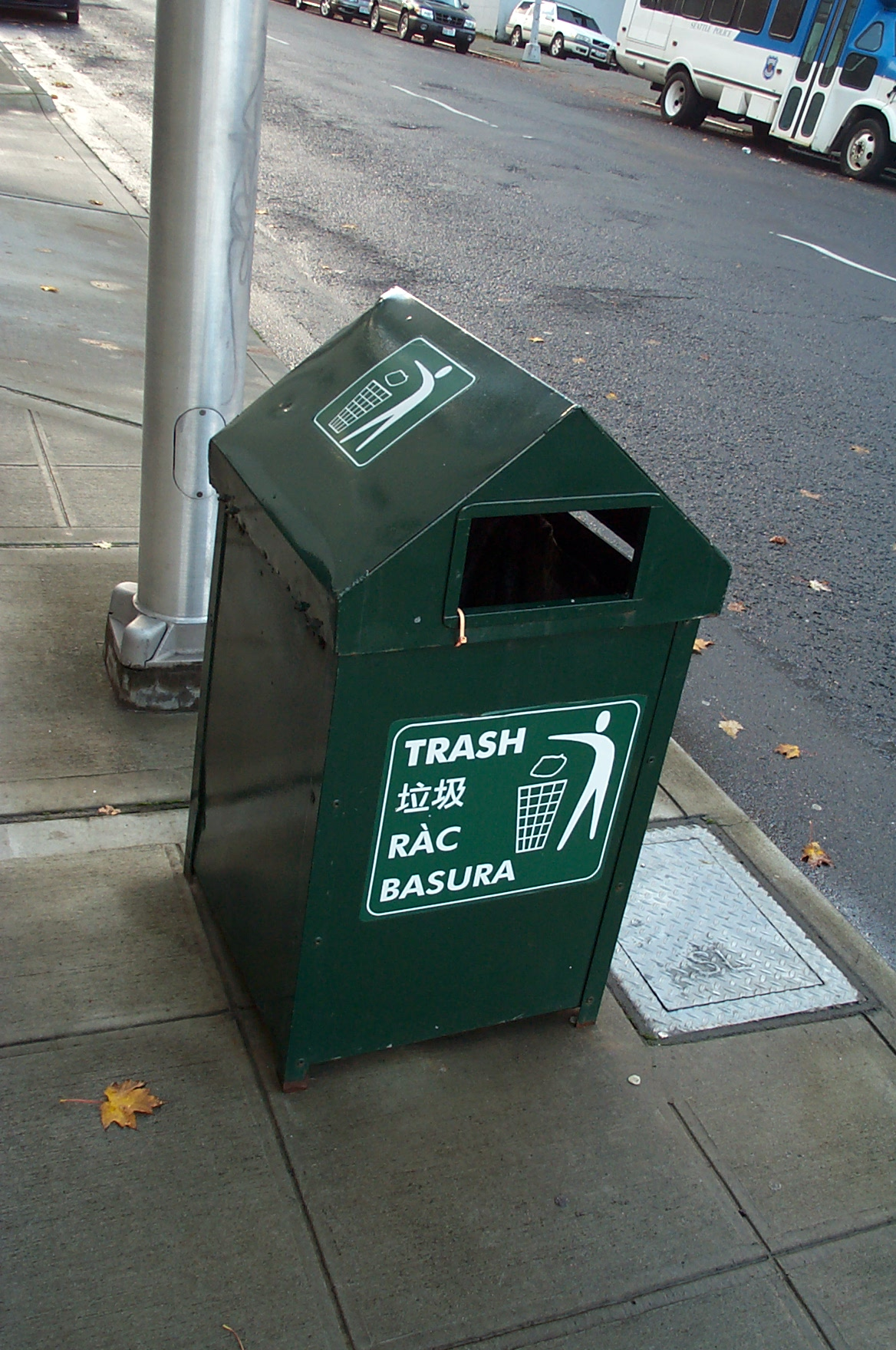
Багатомовні написи у Сіетлі
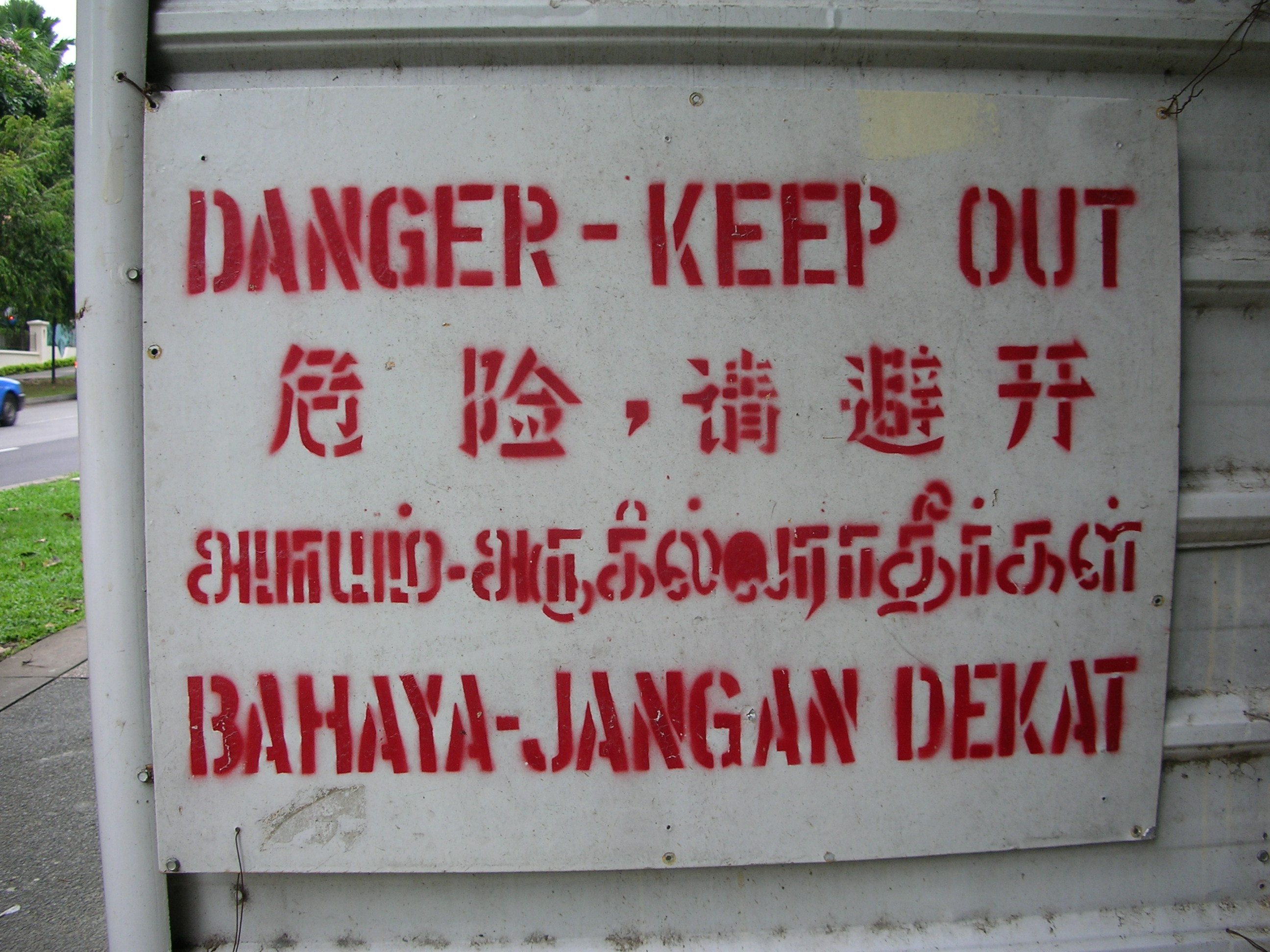
Багатомові написи у Сінгапурі
У Швейцарії є 4 офіційні мови
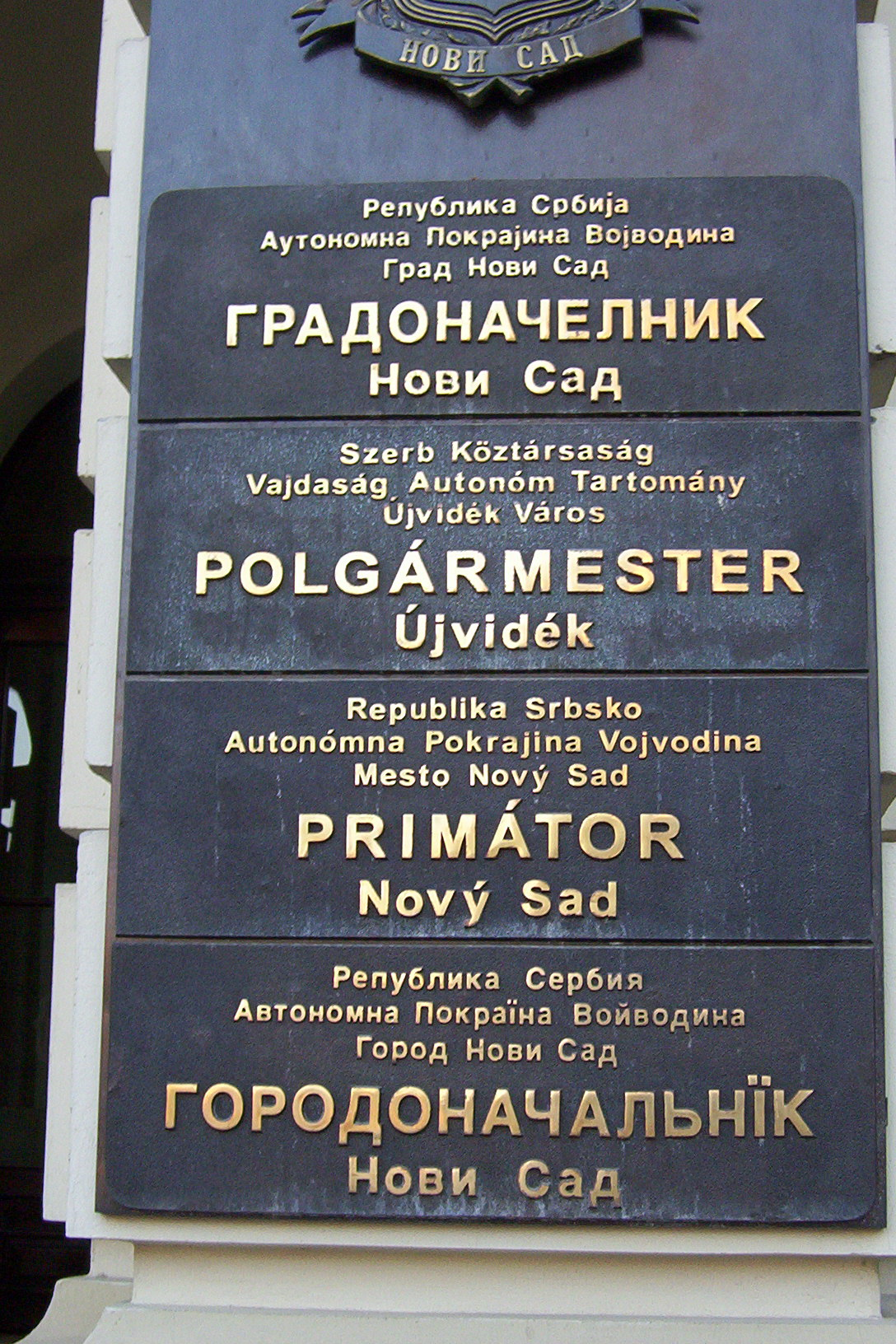
Новий Сад, Сербія. Останній напис — русинською мовою
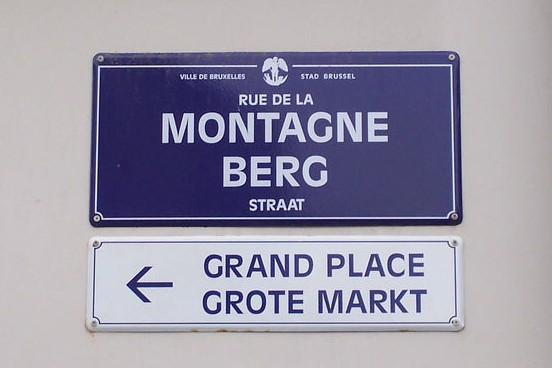
Двомовна вулична табличка в Брюсселі, де використовуються обидві офіційні мови країни — фламандська та французька
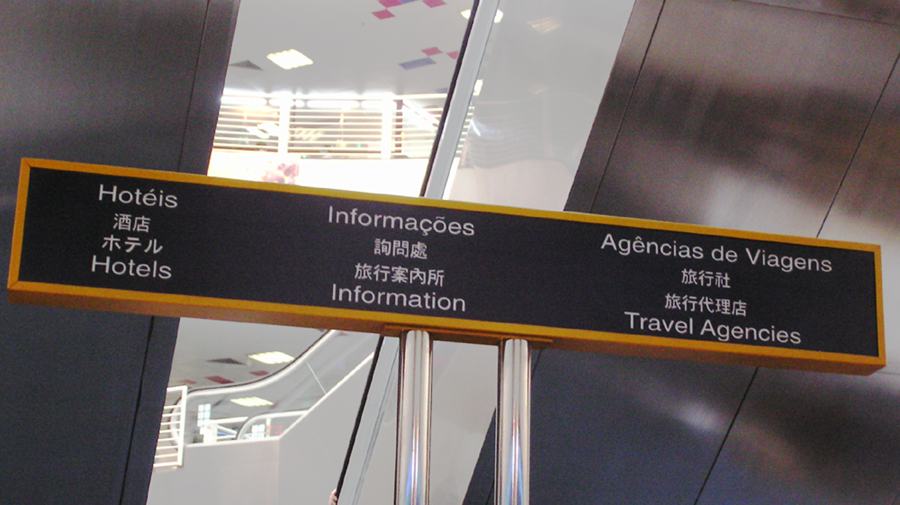
Багатомовний знак на поромі Гонконг-Макао в Макао, Китай. Зверху — текст португальською та китайською (офіційними мовами регіону). Знизу — японською та англійською (мовами, що використовуються туристами)
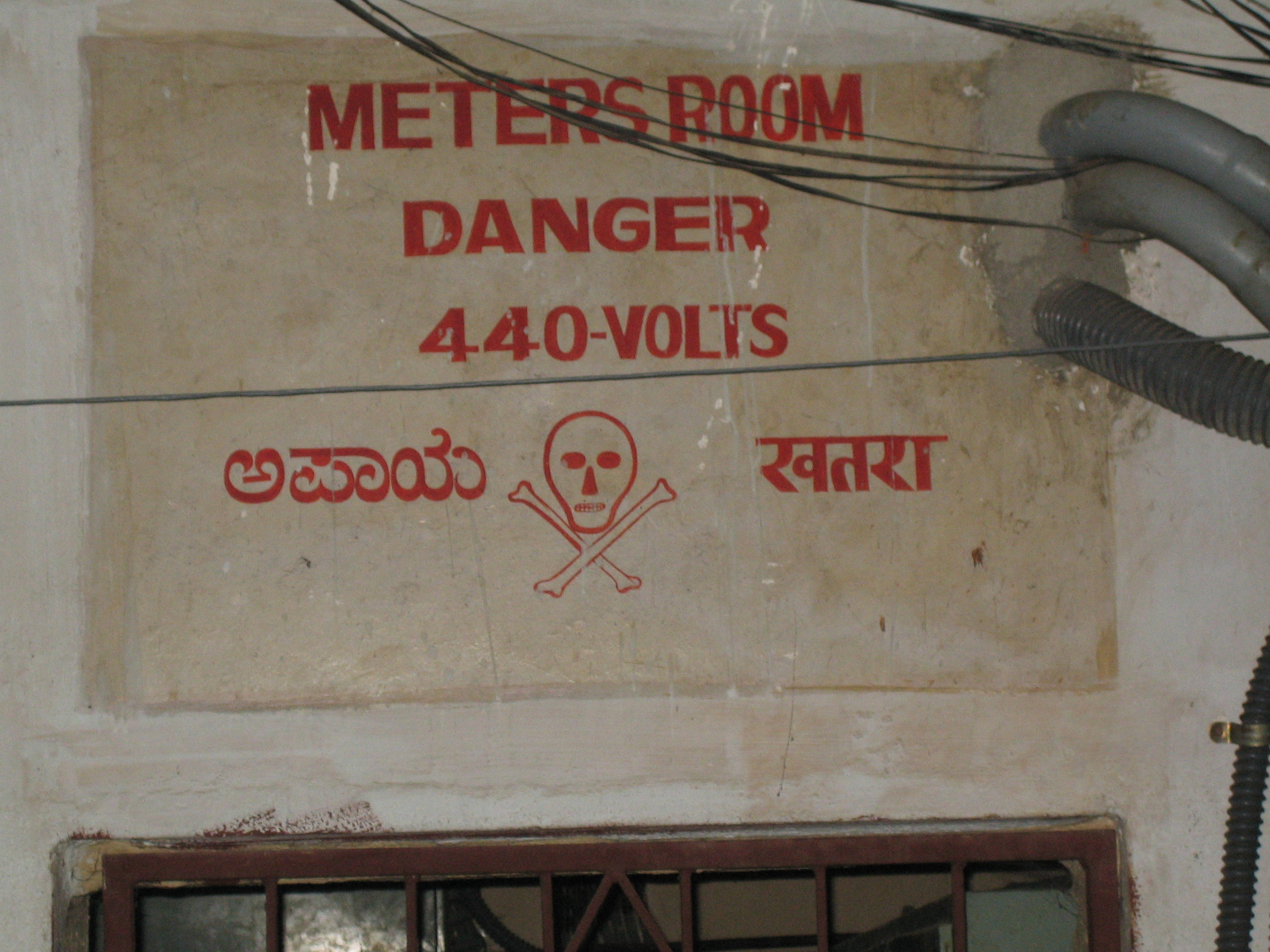
Попереджувальні знаки англійською, каннада та гінді в Бенгалуру, Індія.
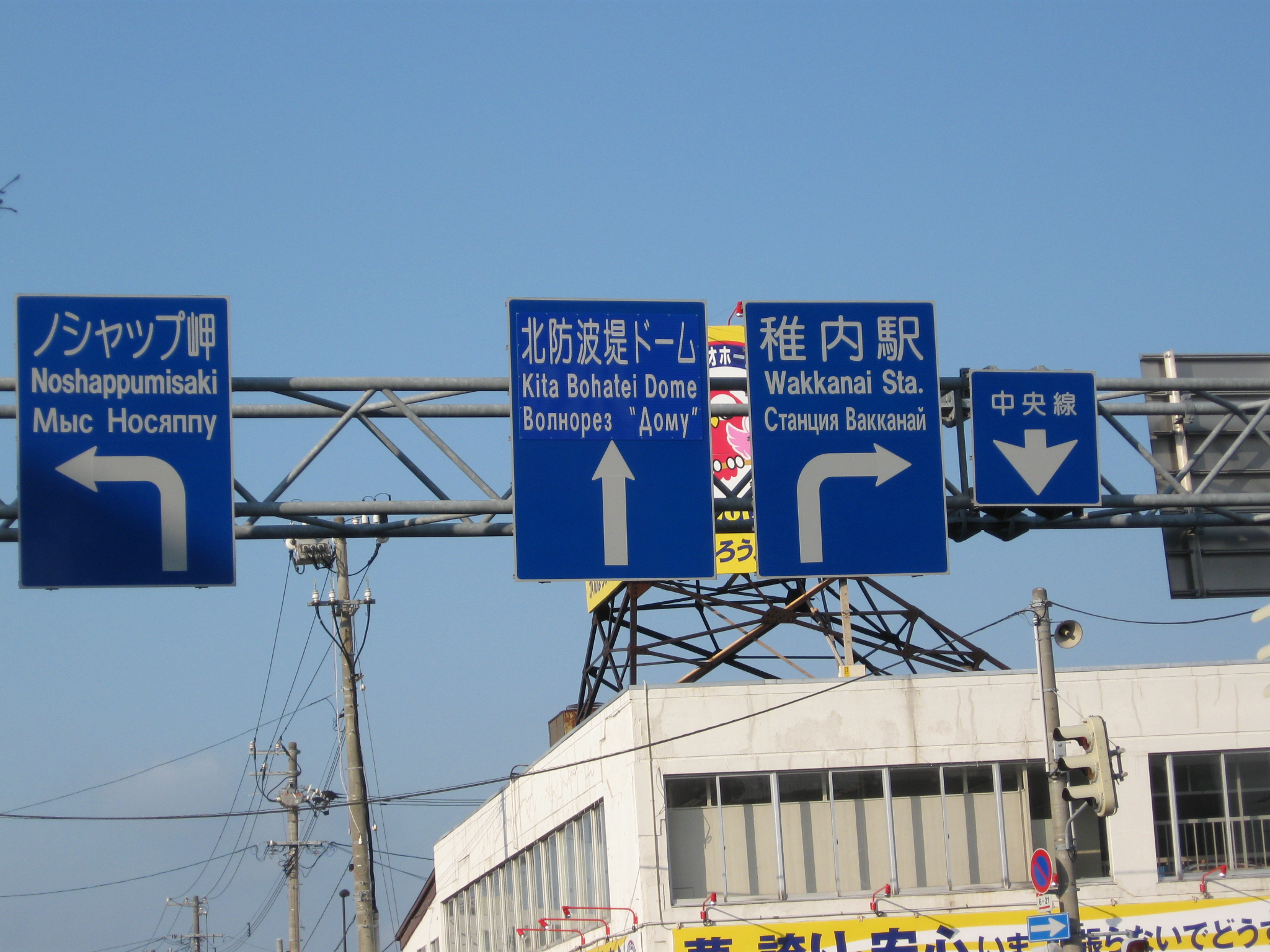
Дорожні знаки в м. Вакканай (Хоккайдо, Японія) японською, англійською та російською мовами.
Тримовний знак на приміській залізничній станції Тірусулам у Ченнаї, Індія: тамільською, англійською й гінді. Майже на всіх індійських станціях знаки перекладені трьома мовами: англійською, гінді та місцевою.
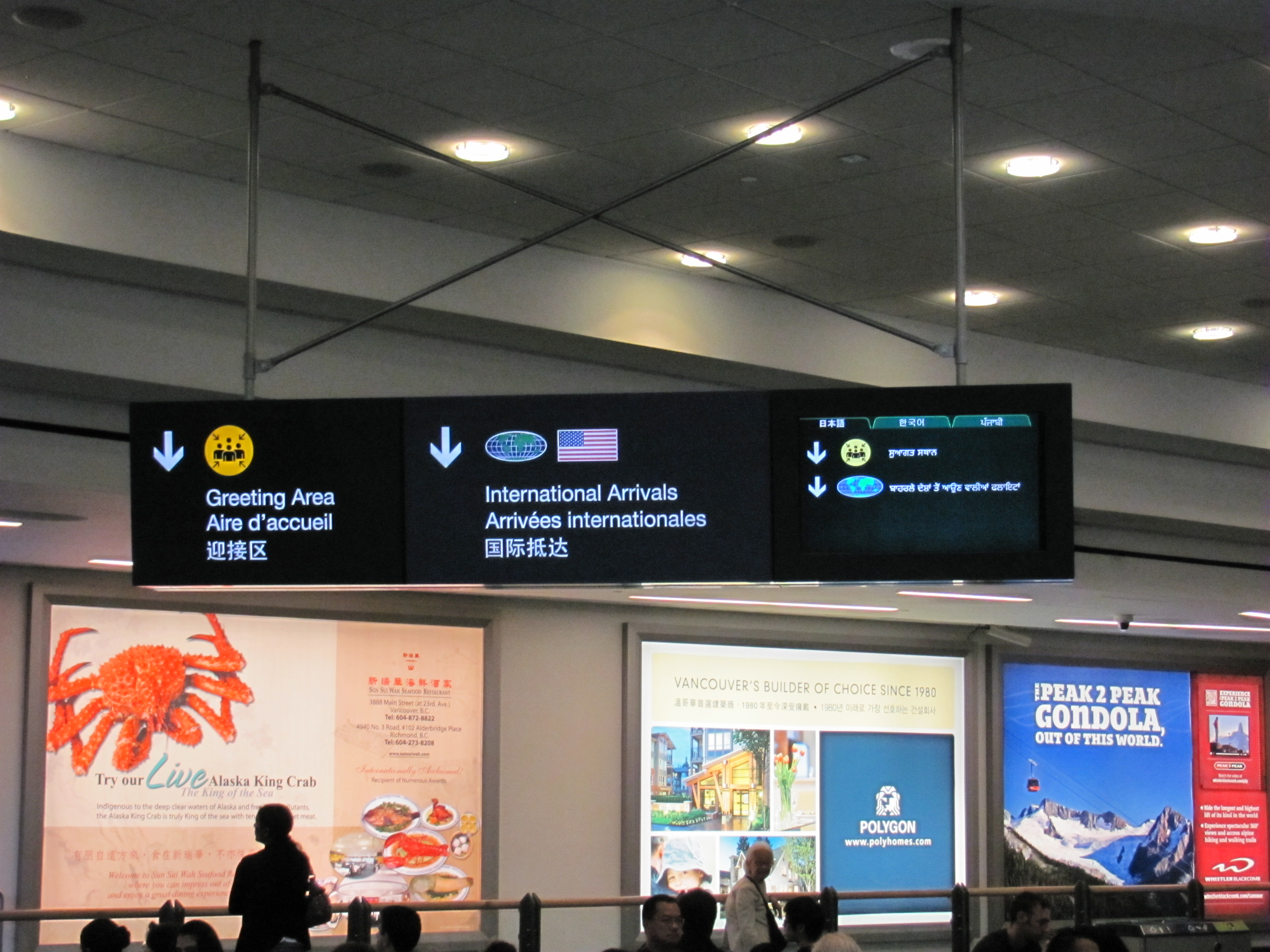
Багатомовний знак в аеропорті Ванкувера: англійською і французькою (офіційними мовами Канади), а також китайською (китайці — найчисленніша національна меншина Канади. На табло праворуч — екран, на якому по черзі показуються написи іншими мовами
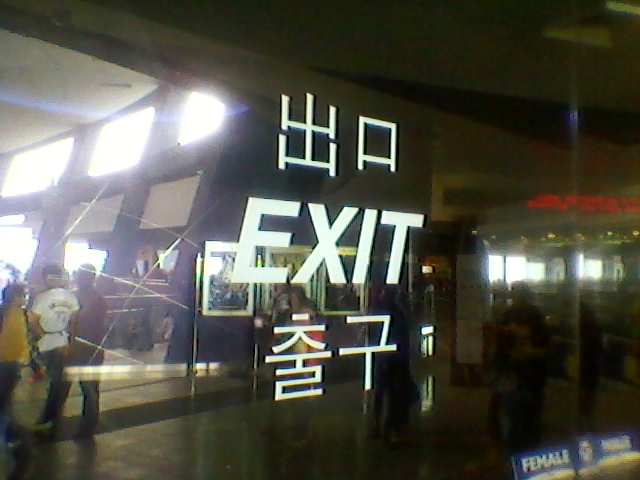
Багатомовний знак на виході із супермаркету SM Mall of Asia[en] у місті Пасай, що у Філіппінах. верхній напис «Вихід» читається як японською, так і китайською (deguchi та chūkǒu відповідно). Далі йде текст англійською та корейською (chulgu). Хоч англійська мова була розповсюджена на Філіппінах, відтоді як країна була територією США, філіппінці пристосовуються до збільшення кількости мігрантів та туристів.
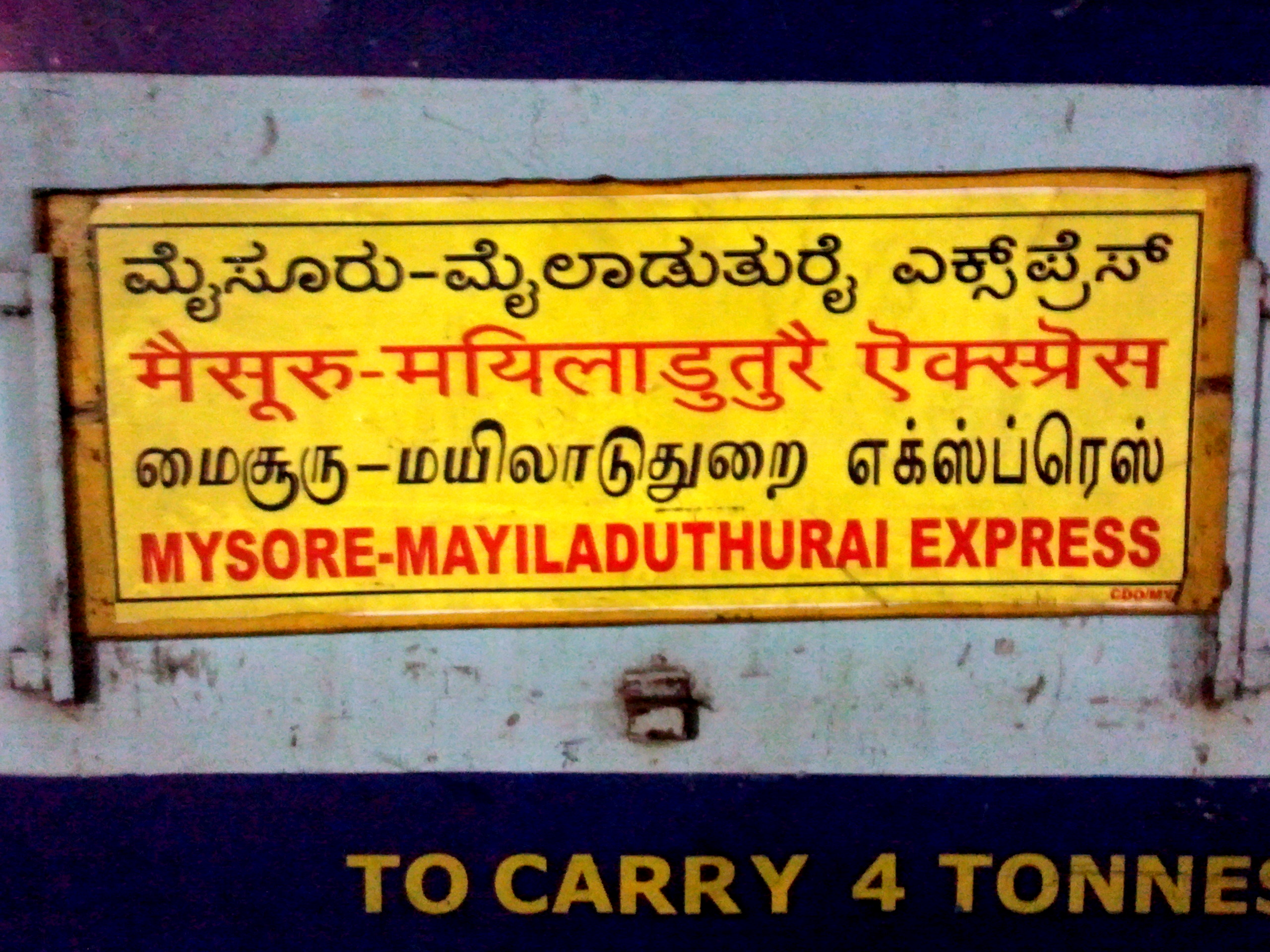
Назва потяга на півдні Індії чотирма мовами: каннада, гінді, тамільською й англійською. Такі таблички часто можна зустріти на потягах, що проходять крізь штати із різними офіційними мовами. Гінді та англійська ж — федеральні мови Індії.
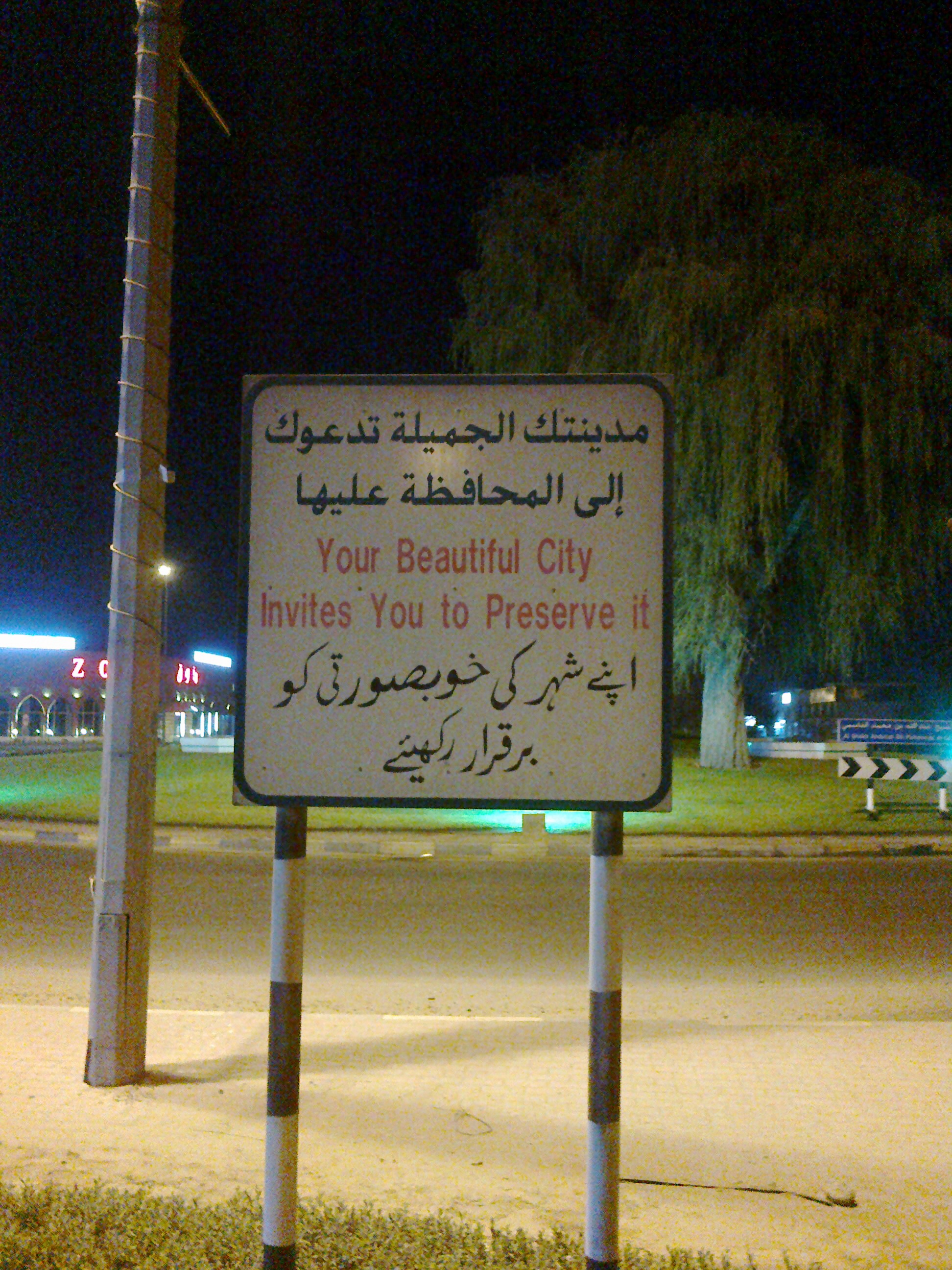
Тримовний знак в ОАЕ: арабською (офіційною мовою), англійською (мовою бізнесу) та урду (мовою більшости трудових мігрантів).